# کریگیبرن، ویکتوریا
کریگیبرن (به انگلیسی: Craigieburn) یک منطقهٔ مسکونی در استرالیا است که در City of Hume واقع شده‌است.